# Mount McLennan (Enderbyland)
Mount McLennan ist ein Berg im ostantarktischen Enderbyland. Er ragt 6 km südlich der Howard Hills in den Scott Mountains auf.
Luftaufnahmen der Australian National Antarctic Research Expeditions aus dem Jahr 1956 dienten seiner Kartierung. Das Antarctic Names Committee of Australia (ANCA) benannte ihn nach Able Seaman Kenneth McLennan (1900–unbekannt), Besatzungsmitglied der RRS Discovery bei der British Australian and New Zealand Antarctic Research Expedition (1929–1931).